# ۱ مه
۱ مه صد و بیست و یکمین (در سال‌های کبیسه صد و بیست و دومین) روز سال در گاه‌شماری میلادی است. ۲۴۴ روز تا پایان سال باقی‌است.

## رویدادها
- ۳۰۵ - دیوکلسین، امپراتور روم، پس از ۲۱ سال سلطنت از قدرت کناره گرفت.
- ۱۷۰۷ - تأسیس بریتانیای کبیر در پی اتحاد کشورهای انگلستان و اسکاتلند
- ۱۸۸۵ - آغاز بنای نخستین آسمانخراش جهان در شیکاگو
- ۱۹۳۱ - افتتاح آسمان‌خراش امپایر استیت در نیویورک
- ۱۹۴۵ - جنگ جهانی دوم: نیروهای ارتش سرخ شوروی وارد برلین شدند.
- ۱۹۴۸ - جمهوری دمکراتیک خلق کره پایه‌گذاری شد.
- ۱۹۷۸ - نائومی اومورا، کاشف ژاپنی، نخستین کسی بود که تنها به قطب شمال رسید.
- ۲۰۰۴ - کشورهای قبرس، جمهوری چک، استونی، مجارستان، لاتویا، لیتوانی، مالت، لهستان، اسلوواکی و اسلوونی وارد اتحادیه اروپا شدند.
- ۲۰۰۹ - ازدواج همجنسگرایان در سوئد قانونی اعلام شد.

## زادروزها
- ۱۹۰۰ - اینیاتسیو سیلونه، نویسنده و روزنامه‌نگار ایتالیایی
- ۱۹۰۸ - جووانینو گوارسکی، نویسنده، روزنامه‌نگار و طنزپرداز ایتالیایی
- ۱۹۱۲ - اتو کرچمر، نظامی آلمانی و موفق‌ترین فرمانده زیردریایی جنگ جهانی دوم

## درگذشت‌ها
- ۱۷۰۰ - جان درایدن، شاعر و نویسنده انگلیسی
- ۱۹۰۴ - آنتونین دورژاک، موسیقیدان و آهنگساز اهل جمهوری چک
- ۱۹۹۴ - آیرتون سنا، راننده فرمول یک
- ۲۰۰۲ - ابراهیم العریض، شاعر و نویسندهٔ بحرینی

## مناسبت‌ها
- روز جهانی کارگر